# Melanocetus johnsonii
El pez diablo de Johnson o rape abisal (Melanocetus johnsonii) es una especie de pez abisal que pertenece a la familia biológica de los melanocétidos (Melanocetidae), la cual se encuentra en las profundidades de todos los océanos del mundo.

## Descripción
Vive en profundidades normalmente de 200-4000 metros. Tiene una especie de antena (espina modificada de su aleta dorsal) sobre su cabeza que brota de su rostro en forma de caña,  repleta de bacterias que se encienden, iluminándose como señuelo para atraer peces que confunden este órgano con gusanos u otro organismo, siendo capturados con sus grandes dientes para evitar que la presa se escape. Tiene una gran boca que puede tragar ejemplares de más del doble de su propia longitud con gran velocidad. Es una forma de aprovechar la falta de comida en estas zonas.   
Su color es negro u ocre muy oscuro, lo que lo hace virtualmente invisible, y sus ojos son pequeños. 
Las hembras alcanzan un tamaño máximo de 18 cm y los machos son muchísimo menores, sobre la décima parte que las hembras, el máximo conocido es de 2,8 cm.

## Dimorfismo sexual
Cuando esta especie fue estudiada por primera vez, todos los individuos eran hembras, lo cual dejó perplejos a los científicos. Lo que se pudo observar fue que las hembras tenían pequeños parásitos pegados al cuerpo, a los que se pudo identificar como los machos de esta especie. 
Se ha descubierto que los machos tienen un olfato muy desarrollado, capaz de detectar olores mínimos en el agua. Estos emplean su olfato para identificar a las hembras siguiendo sus rastros de feromonas. Los machos de estos peces no poseen un aparato digestivo, lo que les hace incapaces de vivir prolongadamente de manera independiente, siendo considerados parásitos de la hembra. 
Cuando encuentran a la hembra, los Lophiiformes se pegan a su cuerpo y segregan una enzima que es digerida por la piel de la hembra, lo que les permite fusionarse inclusive a nivel de los vasos sanguíneos. Luego de completar este proceso reproductivo, el macho se atrofia y su cuerpo solo queda con las gónadas, que almacenarán semen hasta que las hormonas de la hembra le indique que es hora de ser fecundada.

## En los medios
Un ejemplar de rape abisal fue filmado en 2014 en la costa de California, Estados Unidos por el Instituto de Investigaciones de la Bahía de Monterrey usando un batiscafo sumergible por control remoto. El vídeo muestra una hembra de M. johnsonii nadando lentamente a una profundidad de 900 metros en el Cañón de Monterrey.
En febrero de 2025, el fotógrafo David Jara Boguñá y otros en una expedición en Tenerife (Islas Canarias, España) grabó y fotografió una hembra viva durante el día en la superficie del océano. El vídeo muestra al animal llegando lentamente a la superficie del mar, lo cual es la primera grabación de esta especie bajo estas condiciones. Dos días después de la grabación se confirmó que el animal había fallecido. Después de la muerte, son guardados en un laboratorio, y se descubrió que tiene 3 cm.[cita requerida]